# بخش شارون (شهرستان نوبل، اوهایو)
بخش شارون (به انگلیسی: Sharon Township) یک منطقهٔ مسکونی در ایالات متحده آمریکا است که در شهرستان نوبل، اوهایو واقع شده‌است.
 بخش شارون ۷۰٫۹ کیلومتر مربع مساحت و ۳۵۳ نفر جمعیت دارد و ۲۹۹ متر بالاتر از سطح دریا واقع شده‌است.